# Centro Dom Bosco
 (novembre 2024).
Le Centro Dom Bosco est une organisation catholique laïque fondée le 17 septembre 2016 à Rio de Janeiro, au Brésil. 
Cette association est connue pour son traditionalisme, son rejet du Concile Vatican II, la promotion de la messe tridentine et diverses controverses auxquelles elle a été confrontée. Bien qu'elle se revendique catholique, le Centre n'est pas subordonné à la hiérarchie ecclésiastique et peut même s'y opposer directement, défendant ce que certains chercheurs décrivent comme un « anticléricalisme endogène ». Selon Victor Almeida Gama, l'organisation vise à rallier les mouvements catholiques de droite, tels que la TFP.
Le groupe, dont l'objectif autoproclamé est de « rechristianiser » le Brésil, s'engage dans la formation d'une intelligentsia catholique, en éduquant des dirigeants qui contribueraient à la consolidation d'un État où le règne social de Jésus-Christ prévaudrait. Cela signifie une organisation politique où les lois et les institutions seraient soumises au magistère de l'Église catholique. Le Centre Dom Bosco propose des cours gratuits sur sa chaîne YouTube, abordant des thèmes chers à la doctrine catholique dans une perspective pré-Concile Vatican II, ainsi que sur sa propre plateforme, accessible moyennant un don mensuel de n'importe quel montant. Récemment, l'organisation s'est également engagée dans la production cinématographique et l'édition de livres à travers sa propre maison d'éditio. En raison de son influence sur les plateformes virtuelles et de sa large présence dans les milieux ecclésiastiques et laïcs, le Centre Dom Bosco est reconnu comme l'un des principaux bastions du conservatisme catholique au Brésil.